# Sander Gillé
Sander Gillé (Hasselt, 15 januari 1991) is een tennisser uit België, die voornamelijk uitkomt in het dubbelspel. Hij heeft daarin acht ATP-toernooien en veertien challengers op zijn naam staan, meestal met vaste dubbelspelpartner Joran Vliegen.
In de periode 2018–2019 maakte Gillé deel uit van het Belgische Davis Cup-team – hij behaalde daar een winst/verlies-balans van 1–1. Op 2 februari 2019 behaalde Gillé samen met Joran Vliegen in de ontmoeting met Brazilië tijdens de kwalificatieronde van de Davis Cup 2019 de overwinning in het dubbelspel tegen het Braziliaanse topduo Marcelo Melo en Bruno Soares.
Gillé maakte in 2019 zijn grandslamdebuut op Wimbledon – samen met Vliegen bereikte hij de tweede ronde in het dubbelspel.
Zijn broer Joris is actief in het handbal.

## Palmares
| Legenda               |
| --------------------- |
| Grand Slam            |
| Olympische Spelen     |
| ATP Finals            |
| ATP Tour Masters 1000 |
| ATP Tour 500          |
| ATP Tour 250          |

### Mannendubbelspel
| Nr.                  | Datum             | Toernooi             | Ondergrond    | Partner       | Tegenstanders in finale                 | Score                   | Details                 |
| -------------------- | ----------------- | -------------------- | ------------- | ------------- | --------------------------------------- | ----------------------- | ----------------------- |
| gewonnen ATP-finales |                   |                      |               |               |                                         |                         |                         |
| 1.                   | 21 juli 2019      | ATP Båstad           | Gravel        | Joran Vliegen | Federico Delbonis Horacio Zeballos      | 6–7(5), 7–5, [10-5]     | Details                 |
| 2.                   | 28 juli 2019      | ATP Gstaad           | Gravel        | Joran Vliegen | Philipp Oswald Filip Polášek            | 6–4, 6–3                | Details                 |
| 3.                   | 29 september 2019 | ATP Zhuhai           | Hardcourt     | Joran Vliegen | Marcelo Demoliner Matwé Middelkoop      | 7–6(2), 7–6(4)          | Details                 |
| 4.                   | 1 november 2020   | ATP Nur-Sultan       | Hardcourt (i) | Joran Vliegen | Max Purcell Luke Saville                | 7–5, 6–3                | Details                 |
| 5.                   | 28 februari 2021  | ATP Singapore        | Hardcourt (i) | Joran Vliegen | Matthew Ebden John-Patrick Smith        | 6–2, 6–3                | Details                 |
| 6.                   | 7 januari 2023    | ATP Pune             | Hardcourt     | Joran Vliegen | Sriram Balaji Jeevan Nedunchezhiyan     | 6–4, 6–4                | Details                 |
| 7.                   | 9 april 2023      | ATP Estoril          | Gravel        | Joran Vliegen | Nikola Čačić Miomir Kecmanović          | 6–3, 6–4                | Details                 |
| 8.                   | 14 april 2024     | ATP Monte Carlo      | Gravel        | Joran Vliegen | Marcelo Melo Alexander Zverev           | 5–7, 6–3, [10-5]        | Details                 |
| verloren ATP-finales |                   |                      |               |               |                                         |                         |                         |
| 1.                   | 3 augustus 2019   | ATP Kitzbühel        | Gravel        | Joran Vliegen | Philipp Oswald Filip Polášek            | 4–6, 4–6                | Details                 |
| 2.                   | 2 mei 2021        | ATP München          | Gravel        | Joran Vliegen | Wesley Koolhof Kevin Krawietz           | 6-4, 4-6, [5-10]        | Details                 |
| 3.                   | 10 juni 2023      | Roland Garros        | Gravel        | Joran Vliegen | Ivan Dodig Austin Krajicek              | 3-6, 1-6                | Details                 |
| 4.                   | 30 juli 2023      | ATP Hamburg          | Gravel        | Joran Vliegen | Kevin Krawietz Tim Pütz                 | 6-7(4), 3-6             | Details                 |
| gewonnen challengers |                   |                      |               |               |                                         |                         |                         |
| 1.                   | 14 augustus 2016  | Trnava               | Gravel        | Joran Vliegen | Tomasz Bednarek Roman Jebavý            | 6–2, 7–5                | 6–2, 7–5                |
| 2.                   | 18 juni 2017      | Lyon                 | Gravel        | Joran Vliegen | Gero Kretschmer Alexander Satschko      | 6–7(2), 7–6(2), [14–12] | 6–7(2), 7–6(2), [14–12] |
| 3.                   | 25 juni 2017      | Blois                | Gravel        | Joran Vliegen | Máximo González Fabrício Neis           | 3–6, 6–3, [10–7]        | 3–6, 6–3, [10–7]        |
| 4.                   | 23 juli 2017      | Scheveningen         | Gravel        | Joran Vliegen | Jozef Kovalík Stéfanos Tsitsipás        | 6–2, 4–6, [12–10]       | 6–2, 4–6, [12–10]       |
| 5.                   | 30 juli 2017      | Tampere              | Gravel        | Joran Vliegen | Lucas Gómez Juan Ignacio Londero        | 6–2, 6–7(5), [10–3]     | 6–2, 6–7(5), [10–3]     |
| 6.                   | 19 november 2017  | Brescia              | Hardcourt (i) | Sander Arends | Luca Margaroli Tristan-Samuel Weissborn | 6–2, 6–3                | 6–2, 6–3                |
| 7.                   | 28 januari 2018   | Rennes               | Hardcourt (i) | Joran Vliegen | Sander Arends Antonio Šančić            | 6–3, 6–7(1), [10-7]     | 6–3, 6–7(1), [10-7]     |
| 8.                   | 29 juli 2018      | Praag                | Gravel        | Joran Vliegen | Fernando Romboli David Vega Hernández   | 6–4, 6–2                | 6–4, 6–2                |
| 9.                   | 5 augustus 2018   | Liberec              | Gravel        | Joran Vliegen | Filip Polášek Patrik Rikl               | 6–3, 6–4                | 6–3, 6–4                |
| 10.                  | 12 augustus 2018  | Pullach im Isartal   | Gravel        | Joran Vliegen | Daniele Bracciali Simone Bolelli        | 6–2, 6–2                | 6–2, 6–2                |
| 11.                  | 14 oktober 2018   | Urtijëi              | Hardcourt (i) | Joran Vliegen | Purav Raja Antonio Šančić               | 3–6, 6–3, [10-3]        | 3–6, 6–3, [10-3]        |
| 12.                  | 28 oktober 2018   | Brest                | Hardcourt (i) | Joran Vliegen | Leander Paes Miguel Ángel Reyes-Varela  | 3–6, 6–4, [10-2]        | 3–6, 6–4, [10-2]        |
| 13.                  | 11 november 2018  | Mouilleron-le-Captif | Hardcourt (i) | Joran Vliegen | Romain Arneodo Quentin Halys            | 6–3, 4–6, [10-2]        | 6–3, 4–6, [10-2]        |
| 14.                  | 22 juni 2019      | Bratislava           | Gravel        | Joran Vliegen | Lukáš Klein Alex Molčan                 | 6–2, 7–5                | 6–2, 7–5                |

## Resultaten grote toernooien

### Mannendubbelspel
| grandslamtoernooien |      |      |      |      |      |   |
| Australian Open     | –    | 2R   | 1R   | 1R   | 1R   |   |
| Roland Garros       | –    | 1R   | 3R   | 3R   | F    |   |
| Wimbledon           | 2R   | g.t. | 1R   | –    | 3R   |   |
| US Open             | 1R   | KF   | 2R   | 1R   | 1R   |   |
| ATP Masters 1000    |      |      |      |      |      |   |
| Indian Wells        | –    | g.t. | 2R   | 1R   | –    |   |
| Miami               | –    | g.t. | 1R   | 1R   | –    |   |
| Monte Carlo         | –    | g.t. | 1R   | 1R   | –    |   |
| Madrid              | –    | g.t. | HF   | –    | –    |   |
| Rome                | –    | 2R   | 1R   | 1R   |      |   |
| Montreal/Toronto    | –    | g.t. | HF   | –    | 2R   |   |
| Cincinnati          | –    | 1R   | 1R   | –    | 1R   |   |
| Shanghai            | –    | g.t. | g.t. | g.t. | 1R   |   |
| Parijs              | 1R   | 2R   | KF   | 2R   | –    |   |
| olympisch           |      |      |      |      |      |   |
| Olympische Spelen   | g.t. | g.t. | 1R   | g.t. | g.t. |   |
| statistieken        |      |      |      |      |      |   |
| titels per jaar     | 3    | 1    | 1    | 0    | 2    | 0 |
| eindejaarsranking   | 47   | 40   | 24   | 60   | 25   |   |

### Gemengd dubbelspel
| grandslamtoernooien |    |      |      |  |
| Australian Open     | KF | 1R   | –    |  |
| Roland Garros       | 2R | 2R   | –    |  |
| Wimbledon           | 3R | –    | 1R   |  |
| US Open             | KF | –    | 1R   |  |
| olympisch           |    |      |      |  |
| Olympische Spelen   | –  | g.t. | g.t. |  |